# Puig de Cantallops (Begur)
|  | Aquest article tracta sobre cim de Puig de Cantallops de Begur. Vegeu-ne altres significats a «Puig de Cantallops (Beuda)». |

El Puig de Cantallops és una muntanya de 173 metres que es troba al municipi de Begur, a la comarca catalana del Baix Empordà.